# Tage im Hotel
Tage im Hotel ist ein von Ulrich Stein inszeniertes Filmdrama aus dem Jahr 1983, das im Auftrag und für das ZDF entstanden ist. Rolf Witt, Rebecca Pauly, Maja Maranow und Ferdinand Dux sind in den Hauptrollen besetzt. Der Film handelt von einem jungen Mann, dessen Grundhaltung von Pessimismus und Fatalismus geprägt ist. Zudem fällt es ihm schwer, Weichen für seine Zukunft zu stellen, lieber lebt er schlaff in den Tag hinein und denkt über den Sinn des Lebens nach.

## Handlung
Nach einem dreijährigen Auslandsaufenthalt in den USA kehrt der junge Gernot mit seiner Freundin Kathy, die er während seiner Zeit dort kennengelernt hat, nach Deutschland zurück. Gernot weiß nicht so recht, was er in seiner Heimat anfangen soll und beschließt daraufhin, erst einmal mit Kathy nach Korsika zu verreisen. Das Pärchen mietet sich dort in einem Hotel ein. Gernot erzählte Kathy, dass er am liebsten auswandern würde, da es ihm in Deutschland nicht so recht gefalle. Als Ziel schwebt ihm Südamerika vor. Ein Freund von ihm arbeitet in Nicaragua.
Andere Freunde von Gernot sind in der Filmbranche tätig, so auch sein homosexueller Freund Martin Palm sowie Sarah Lenhart. Gernot sieht sich einen ihrer Filme im Hotel in Korsika an, um die Zeit totzuschlagen. Im Film erschießt die von Sarah gespielte Figur den besten Freund ihres Freundes, als sie glaubt, er wolle sich ihr sexuell nähern.
Nachdem Gernot einige Tage mit seinen Freunden verbracht hat, um dann zu Kathy zurückzukehren, teilt sie ihm mit, dass sie in ihre Heimat Amerika zurückkehren werde. Er habe es wohl nicht gespürt, aber mit ihnen funktioniere es nicht. Kurz darauf verabschiedet sich Gernot von Kathy, die eine Schiffspassage gebucht hat. Im Gegensatz zu Kathy bleibt Gernot unentschlossen und verbringt seine Zeit weiterhin größtenteils in seinem Hotelzimmer. Immerhin ergreift er die Initiative und ruft Sarah an, um sich mit ihr zu verabreden. Kontakt hat Gernot auch mit dem ebenfalls im Hotel logierenden Gast Christoph Liedloff, mit dem er sich über die Probleme dieser Welt unterhält.
Mit Sarah schlägt Gernot die Zeit tot und kommt nach einiger Zeit zu dem Entschluss, dass er wohl zurück nach Deutschland gehen werde, da er Geld brauche. Da er ein begabter Zeichner von Cartoons ist, erwägt er, seine Werke zu verkaufen, um seine finanziellen Probleme vielleicht so in den Griff zu bekommen.

## Produktion, Veröffentlichung
Es handelt sich um eine Stein & Neumann Filmproduktion im Auftrag des ZDF. Die Redaktion hatte Sibylle Hubatschek-Rahn inne. Die im Film gezeigten Cartoons stammen von Jobst Müller. Hermine Huntgeburth assistierte dem Regisseur. Die seinerzeit 22-jährige Maja Maranow gab in diesem Film ihr Debüt.
Die Premiere des Films fand am 20. Februar 1983 während der Internationalen Filmfestspiele in Berlin statt. Im Programm des ZDF war der Film erstmals am 10. März 1983 zu sehen. Alternativ ist der Film auch unter dem Titel Kalte Haut bekannt. Sein internationaler Titel lautet Cold Skin.

## Kritik
Die Redaktion des Filmdienstes stellte fest, dass die „Situationen, Begegnungen und Konflikte“ sich während der Zeit Gernots auf Korsika für ihn „zu einer Identitätskrise verdichten“ würden.